# Новое Ильмово (Черемшанский район)
Новое Ильмово (чув. Çĕнĕ Йĕлмел) — село в Черемшанском районе Татарстана.

## История
Основано в 1730-х годах, при строительстве Ново-Закамской оборонительной линии, часть жителей сёл: Старое Ильмово и Новое Ильмово были отправлены на её охрану, где основали сёла: Старое Ильмово и Новое Ильмово.
В 1750 году ясачными чувашами, переселившимися из Старого и Нового Ильмово, основали село Салейкино (ныне в Самарской области). [  Эта информация  сомнительна. В официальной районной  газете  Шенталинского  района  Самарской  области ( в состав  которого  входит  село Салейкино ) неоднократно  печаталось, что  село  Салейкино  было основано  в 1703  году  переселенцем  Сали ( Салеем ), уроженцем  села  Сюльтраил ]. 
В 1861 году был построен деревянный храм великомученика Димитрия Солунского на средства прихожан-чувашей. В 1895 году к нему был пристроен придел Богоявления.
В 1918 году церковь была закрыта, здание сохранилось в сильно перестроенном виде. В 1993 году она была вновь передана верующим и в 1994 году освящена архиепископом Казанским и Татарстанским Анастасием. Сейчас в селе есть школа, сельский клуб, родник.

## Известные уроженцы
- Пурхи Ахван (Афанасьев, Порфирий Васильевич) — чувашский поэт, прозаик, драматург, переводчик.
- Михлеев, Дмитрий Никанорович — советский и белорусский кинорежиссёр и сценарист игровых и документальных фильмов, писатель, чувашского происхождения.